# Abu Mansur Mauhub al-Jawaliqi
Abu Mansur Mauhub al-Jawaliqi (em árabe: موحب الجواليقي; Bagdá, maio de 1074 − Bagdá, 17 de julho de 1144) foi um gramático árabe.

## Biografia
Jawaliqi estudou filologia com al-Khatib al-Tabrizi em Bagdá e tornou-se famoso por sua caligrafia. Em seus últimos anos atuou como imame para o califa abássida Almoctafi II. Sua obra principal é o Kitāb ul-Mu'arrab, ou “Explicação das Palavras Estrangeiras utilizadas em Árabe”, no qual ele, com grande precisão, define a etimologia de algumas palavras emprestadas do aramaico e da língua persa.
O texto foi editado a partir de um manuscrito incompleto, por Eduard Sachau (Universidade de Leipzig, 1867). Muitas das lacunas nele foram supridas a partir de outro manuscrito, por W. Spitta no “Jornal da Sociedade Oriental Alemã”, xxxiii. 208 sqq. Outro trabalho, escrito como um complemento para o Durrat ul-Ghawwās de al-Hariri de Baçorá, foi publicado como Le Livre des locutions vicieuses, texto em árabe com introdução em francês e notas de Hartwig Derenbourg no Morgenländische Forschungen (Leipzig, 1875), pp. 107–166.